# Lac Bernier
Lac Bernier är en sjö i Kanada.   Den ligger i regionen Abitibi-Témiscamingue och provinsen Québec, i den sydöstra delen av landet, 300 km norr om huvudstaden Ottawa. Lac Bernier ligger 388 meter över havet. Arean är 14,3 kvadratkilometer. Den sträcker sig 8,8 kilometer i nord-sydlig riktning, och 8,5 kilometer i öst-västlig riktning.
Trakten runt Lac Bernier är nära nog obefolkad, med mindre än två invånare per kvadratkilometer.